# 再婚します。
『再婚します。』（さいこんします）は、東海テレビ制作・フジテレビ系列で、1988年10月3日 - 12月30日に放送された昼ドラマである。

## 概要
女性主人公の再婚相手の対決をコミカルに描く。

## キャスト
- 森下冬美 - 萩尾みどり[1]
- 森下秋子 - 塩沢とき[1]
- 鳴海 - 大門正明[1]
- 山川 - 岩井半四郎[1]
- 森下春日 - 二階堂千寿[1]
- 寺泉憲[1]
- 野村祐人
- 関弘子[1]
- 太田直人（現・太田貴彦）
- 鷲尾真知子[1]
- 駒塚由衣
- 木之元亮[1]
- 田坂都
- 木田三千雄
- 露原千草
- 篠塚勝
- 幸田直子
- 佐伯徹

## スタッフ
- 演出 - 大西博彦、河野和平
- 脚本 - 田村孟[1]
- 音楽 - 神山純一[1]
- 制作 - 東海テレビ、東宝株式会社

## テーマ曲
- 『メモリーズ』 作曲：神山純一